# Ах Музен Каб
Ах Музен Каб, — бог бджіл та меду у міфології Майя.

## Зовнішній вигляд
Ах музей Каб, згідно фольклору майя, має тіло і крила бджоли, а сам є гуманоїдом. Вони описують його як великого гуманоїда схожого на бджолу. Також є опис де зазначається, що він є величезною бджолою або духом, який живе в лісах і тримає бджіл. Часто його зображають з жезлом у руці.